# Leucania subdecora
Leucania subdecora là một loài bướm đêm trong họ Noctuidae.